# قائمة الملوك بالكرنك
قائمة الملوك بالكرنك هي قائمة منقوشة على جدران معبد آمون بالكرنك وتذكر أسماء الفراعنة الذين حكموا مصر مند عهد الأسرة الأولي . يرجع تاريخ القائمة إلى عهد الاسرة التاسعة عشر.

## محتوياتها

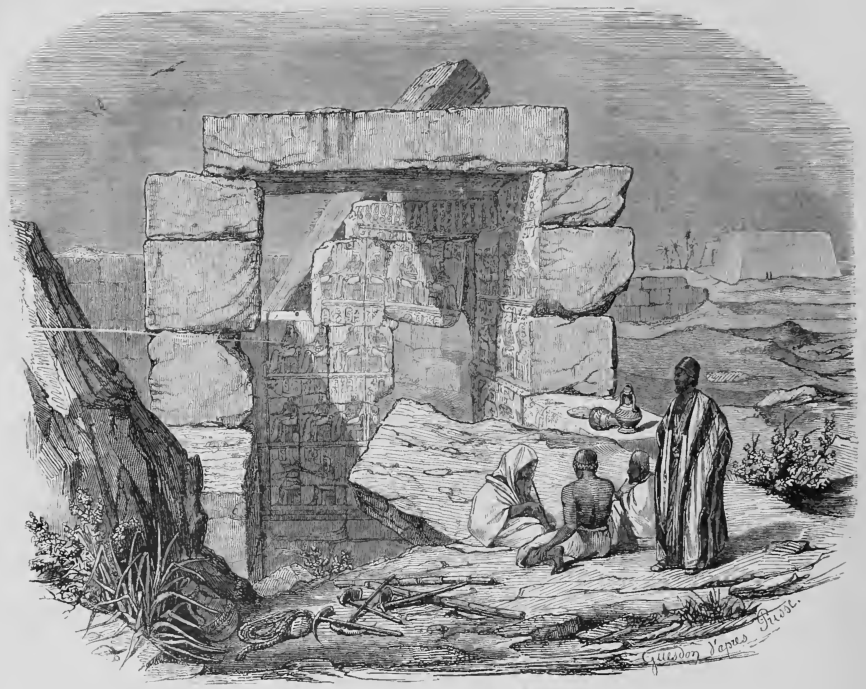
رسم للقائمة كما وجدت في عام 1843.

تبين القائمة تحتمس الثالث واقفا يقدم قرابين على أرواح 61 فرعون جالسين أمامه . ويوجد بجانب كل ملك استمائه في هيئة خراطيش. ويذكر النص الجملة التالية:
القائمة منقوشة على جدران معبد أمون بالكرنك وتبين نقشا للملوك جالسين وجدهم تحتمس الثالث عند قيامه بتوسيع معبد أمون ، فقام بنقلهم إلى أماكن أخرى . لا تصف القائمة التتابع الزمني للفراعنة ، ولكن أهميتها تبع من ذكرها لفراعنة الفترة الانتقالية الأولى والفترة الانتقالية الثانية ، لم تذكرهم القوائم الأخرى .

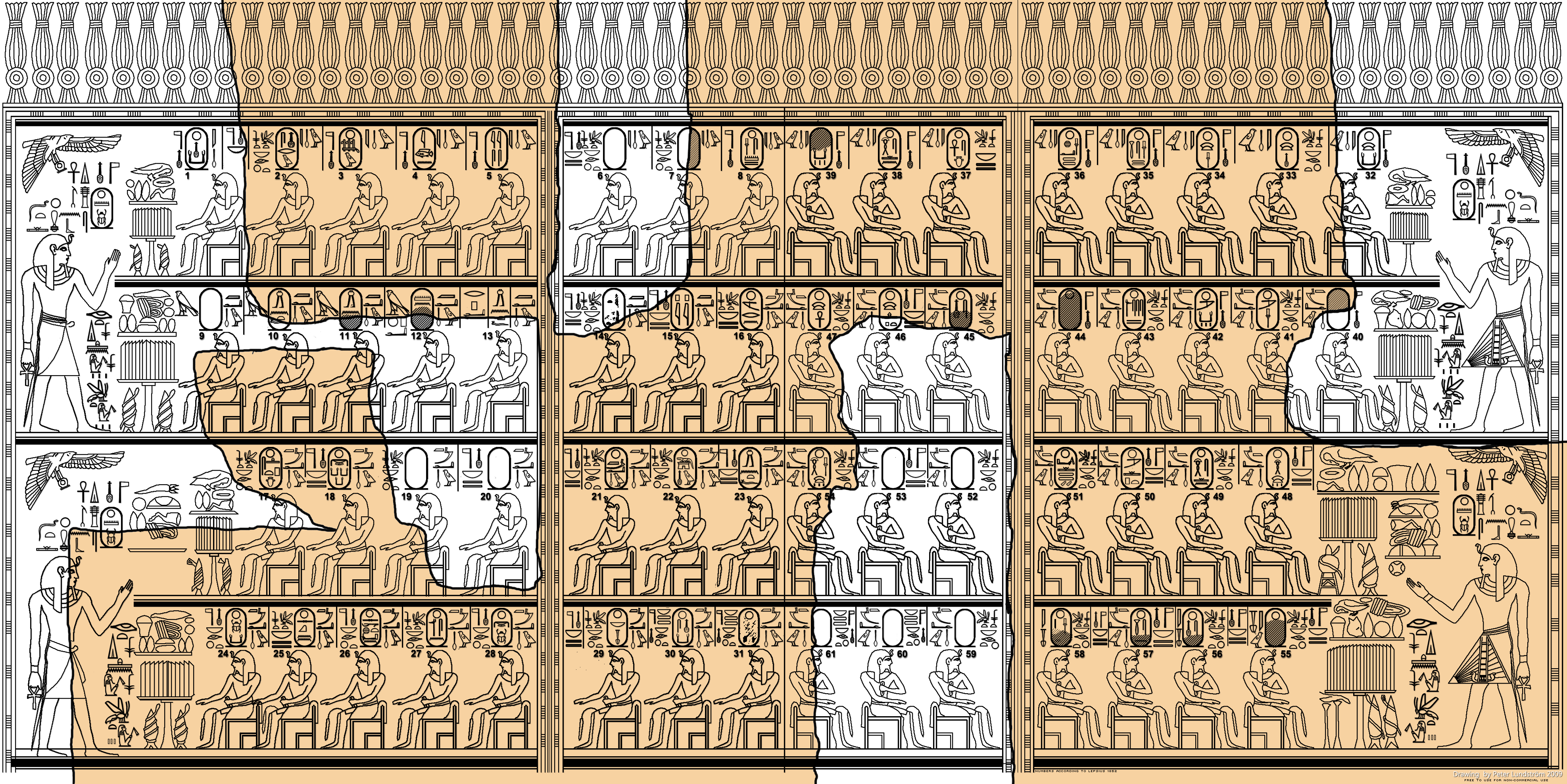
رسم لنقوش قائمة الفراعنة التي عثر عليها بالكرنك.

توجد قائمة فراعنة الكرنك حاليا محفوظة بمتحف اللوفر،باريس.
- ملحوظة : لمعرفة الفراعنة المذكورين في القائمة تفضل بقراءة النسخة الإنجليزية.

## اقرأ أيضا
- قائمة ملوك مصر القديمة
- حجر باليرمو
- بردية الملوك تورينو
- بردية الملوك سقارة
- قائمة ملوك أبيدوس (رمسيس الثاني)
- قائمة ملوك مصر (أبيدوس)